# 在日ブルネイ人
在日ブルネイ人（ざいにちブルネイじん）は、日本に一定期間在住するブルネイ国籍の人々である。

## 統計
日本の法務省の在留外国人統計によると、2018年6月末時点で在日ブルネイ人は58人である。
在留資格別（2位まで）
| 順位 | 在留資格                 | 人数 |
| ---- | ------------------------ | ---- |
| 1    | 留学                     | 40   |
| 2    | 技術・人文知識・国際業務 | 5    |

都道府県別（3位まで）
| 順位 | 都道府県 | 人数 |
| ---- | -------- | ---- |
| 1    | 東京     | 19   |
| 2    | 茨城     | 6    |
| 3    | 神奈川   | 6    |

## 著名人
- ペンギラン・ユソフ - 留学先の広島で被爆、初代首相、駐日大使